# Iordanka Derilova
Iordanka Derilova (* Bulharsko) je bulharská operní pěvkyně. Je držitelem Ceny Thálie v oboru opera za rok 2015.  

## Život
Už odmala jí maminka vedla k umění, kdy od čtyřech letech chodívala na balet. Na základní škole začala se sportovní gymnastikou, kterou potom vyměnila za uměleckou gymnastiku a následně za latinskoamerické a standardní tance. Mezitím ale začala hrát na klavír a chtěla zpívat. Proto jí rodiče vzali k hudebnímu pedagogovi, který ji řekl, že pro ní vidí dobrou budoucnost, protože má pěkný a zajímavý hlas, a proto se má opravdu seriózně věnovat zpěvu.
Absolvovala Vysokou uměleckou školu Lubomira Pipkova a Hudební akademii Panča Vladigerova v Sofii a poté se ve studiu zpěvu dále zdokonalovala u Aleksandriny Milchevy na Akademii Borise Christoffa v Římě. Její první debutem byla role Alžběty v Donu Carlosovi v Burgasu. Stálé angažmá získala v roce 1996 v opeře Staré Zagory, kde zpívala například Mimi v Bohémě, Amélii v Maškarním plese a Fiordiligi v Così fan tutte. V Národní opeře v Sofii hostovala od roku 1997 do roku 1998, kdy přešla do stálého angažmá ve Státní opeře v Praze, s kterou absolvovala v roce 2001 turné po Japonsku v hlavní roli v Aidě.
Od roku 2003 je ve stálém angažmá v Anhaltském divadle v německém Dessau, kde debutovala v roli Isoldy v Tristanovi a Isoldě. Kromě toho hostovala na operních scénách v Belgii, Bulharsku, Česku, Francii, Itálii, Kataru, Kypru, Litvě, Německu, Nizozemsku, Polsku, Rakousku, Rusku, Slovensku, Španělsku, Švýcarsku, Turecku, ale mimo toho se zúčastňuje i světových operních festivalů.
Byla oceněna řadu cen. Za svou debutovou roli Isoldy v Tristanovi a Isoldě v Anhaltském divadle v Dessau byla nominována na titul Pěvkyně roku časopisu Opernwelt, v roce 2005 se stala laureátkou „Premio di Aida“ v soutěži Vissi d'Arte v italském Salernu a obdržela i divadelní cenu Theo v kategorii Nejlepší pěvkyně. Vrcholem bylo, když roku 2009 byla vyznamenána čestným titulem Komorní pěvkyně. Mimo toho byla nominována na cenu Thálie v oboru opera za rok 2005 za ztvárnění hlavní role v Tosce ve Státní opeře Praha. Tu ale obdržela za rok 2015 za ztvárnění role Renaty v opeře Ohnivý anděl v Národním divadle moravskoslezském v Ostravě.